# Petaurus abidi
Petaurus abidi is een zoogdier uit de familie van de buideleekhoorns (Petauridae). De wetenschappelijke naam van de soort werd voor het eerst geldig gepubliceerd door Alan Ziegler in 1981.

## Voorkomen
De soort komt voor in het Torricelligebergte in Papoea-Nieuw-Guinea.